# Paul Davies (fizyk)
Paul Davies, właśc. Paul Charles William Davies (ur. 22 kwietnia 1946) – brytyjski naukowiec, fizyk, astrobiolog, pisarz, publicysta, popularyzator nauki, profesor w Arizona State University w Tempe, dyrektor BEYOND: Centrum Fundamentalnych Idei w Nauce.
Wcześniej zatrudniony był na uniwersytetach University of Cambridge, University of London, Newcastle University, Uniwersytecie w Adelajdzie i Uniwersytecie Macquarie. Davies zajmuje się przede wszystkim kosmologią, kwantową teorią pola i astrobiologią. Jest zwolennikiem podróży w jedną stronę na Marsa. Od 2005 kieruje grupą w projekcie SETI: Post-Detection Science and Technology Międzynarodowej Akademii Astronautyki. Jest przekonany o istnieniu życia pozaziemskiego i możliwości jego dotarcia w przeszłości na Ziemię, zasugerował szukanie jego śladów w ekstremalnych środowiskach takich jak pustynie, słone jeziora czy wulkany, twierdzi, że podróż na Marsa, w jedną stronę, może być możliwa do zrealizowania.

## Życiorys

### Pochodzenie i wykształcenie
Davies wychowywał się w Finchley. Uczęszczał do Woodhouse Grammar School i studiował fizykę w University College London, gdzie otrzymał stopień naukowy b. a. w 1967 roku.
W 1970 roku w University College London obronił doktorat, promotorami jego pracy byli Michael J. Seaton i Sigurd Zienau. Później kontynuował pracę naukową w University of Cambridge pod okiem Freda Hoyle’a.

### Praca naukowa
Zainteresowania Davisa obejmują fizykę teoretyczną, kosmologię i astrobiologię. Jego badania obejmowały głównie kwantową teorię pola w zakrzywionej czasoprzestrzeni. Jego wyróżniający się wkład obejmuje tak zwany efekt efekt Unruha, zgodnie z którym, obserwator przyspieszający w pustej przestrzeni jest zanurzony w promieniowaniu cieplnym, oraz tak zwany stan próżni Buncha–Daviesa, leżący u podstaw fluktuacji mikrofalowego promieniowania tła, pozostałości po Wielkim Wybuchu. Praca napisana wspólnie ze Stephenem Fullingiem i Williamem Unruhem była pierwszą pracą, w której zasugerowano, że czarne dziury parujące w wyniku efektu Hawkinga tracą masę w rezultacie strumienia ujemnej energii promieniującej do morza otaczającej przestrzeni. Davies zajmował się także problemem strzałki czasu. Był także jedną z pierwszych osób, które propagowały teorię, że życie na Ziemi może pochodzić ze skał Marsa wyrzuconych w wyniku zderzeń z asteroidami i kometami. Podczas swojego pobytu w Australii pomógł utworzyć Australijskie Centrum Astrobiologii.
Davies jest Głównym Badaczem (Principal Investigator) w Centrum Zbieżności Fizyki i Biologii Nowotworów (Center for Convergence of Physical Science and Cancer Biology) w Arizona State University. Jest to częścią programu ustanowionego przez National Institutes of Health's National Cancer Institute w celu zaangażowania fizyków do badań nad nowotworami, które ustanowiło sieć 12 Physical Sciences-Oncology Centers.

## Publikacje
Książki
Davies jest autorem ponad dwudziestu książek, w tym:
- The Mind of God,
- Other Worlds,
- God and the New Physics,
- The Edge of Infinity,
- The Runaway Universe,
- The Cosmic Blueprint,
- Are We Alone? The Fifth Miracle,
- The Last Three Minutes; tytuł nawiązuje do książki The First Three Minutes Stevena Weinberga z 1977,
- Superforce,
- The Accidental Universe,
- About Time (odbiór tej książki jest jednym z przewodnich wątków powieści Erlenda Loe Naiwny.Super)
- How to Build a Time Machine.

Polskie wydania
W Polsce wydano co najmniej 10 książek Daviesa, z udziałem co najmniej siedmiu wydawnictw (stan na kwiecień 2023):
1. 1985: Fale grawitacyjne, tłum. Marcin Kubiak, Warszawa: Państwowe Wydawnictwo Naukowe, ISBN 83-0106266-5.
2. 1995: Ostatnie trzy minuty, tłum. Piotr Amsterdamski, Warszawa: Wydawnictwo CiS, ISBN 83-8545850-6.
  - 1999: nowe wydanie, Warszawa: Świat Książki, ISBN 83-7227350-2.
  - 2016: nowe wydanie, Kraków: Copernicus Center Press, ISBN 978-83-7886324-3.
3. 1996: Plan Stwórcy: naukowe podstawy racjonalnej wizji świata, tłum. Marek Krośniak, Kraków: Znak, ISBN 83-7006427-2.
4. 1996: Bóg i nowa fizyka, tłum. Piotr Amsterdamski, Warszawa: Cyklady, ISBN 83-8685903-2.
5. 2002: Czas: niedokończona rewolucja Einsteina, tłum. Leszek Kallas, Warszawa: Prószyński i S-ka, ISBN 83-7255070-0.
6. 2008: Kosmiczna wygrana: dlaczego Wszechświat sprzyja życiu, tłum. Bogumił Bieniok i Ewa L. Łokas, Prószyński i S-ka, ISBN 978-83-7469904-4.
7. 2013: Milczenie gwiazd: poszukiwania pozaziemskiej inteligencji, tłum. Urszula i Mariusz Seweryńscy, Warszawa: Prószyński Media, ISBN 978-83-7839457-0.
8. 2013: Kosmiczny projekt. Twórcze zdolności przyrody w porządkowaniu wszechświata, tłum. Aleksandra Bielaczyc, Kraków: Copernicus Center Press, ISBN 978-83-7886019-8.
9. 2020: Demon w maszynie. Jak ukryte sieci informacji wyjaśniają tajemnicę życia, tłum. Tomasz Lanczewski, Kraków: Copernicus Center Press, ISBN 978-83-7886525-4.
10. 2022: Co pożera wszechświat? I inne zagadki kosmosu, tłum. Tadeusz Chawziuk, CC Press, ISBN 978-83-7886625-1.

Davies był też jednym z redaktorów pracy zbiorowej Duch w atomie. Dyskusja o paradoksach teorii kwantowej; współredaktor: Julian Brown, tłum. Piotr Amsterdamski, CiS, 2006, ISBN 83-8545859-X.

## Nagrody
- Medal Kelvina (2002)
- Nagroda Faradaya
- Eureka Prizes
- Nagroda Templetona (1995)